# 任峻
任峻（？—204年），字伯达，河南中牟人，东汉末年和曹操势力的官员。

## 生平
董卓作乱时，中牟县令杨原曾想弃官而走，但任峻劝说他自行河南尹之权，通告周围诸县自守，杨原听从了意见，任命任峻为主簿。曹操反董卓的军队到达中牟地界时，其它人都不知应该怎么办，任峻和张奋力主归顺曹操。任峻更加募集宗族宾客数百人，与杨原一起投奔曹操。曹操大喜，任命他为骑都尉，还将自己族内的一个从妹许配给他。
曹操出兵时，任峻常负责后方补给。官渡之战时，他负责输送粮草军备，袁绍军虽然多次试图抄袭粮道，但任峻都设法防卫成功。曹操以任峻之功，封他为都亭侯，邑三百户。
建安九年时，任峻病逝，曹操为之哭泣。曹丕即位后追念曹魏功臣，追谥他为成侯。

## 功绩與評價
- 陳壽《三国志》評曰：「任峻始兴义兵，以归太祖，辟土殖谷，仓庾盈溢，庸绩致矣。」

任峻的主要功绩还在任典农中郎将，管理屯田获得极大收获，陳壽对此的评价是国家富饶，其开始归功于屯田制的提议者枣祗，而其实行则归功于任峻。

## 家庭

### 妻子
- 曹氏，曹操从妹。

### 子
- 任先，任峻长子，继承了都亭侯爵位，但是很快也逝世，无子而封地取消。
- 任览，任峻中子，曹丕追谥任峻时，也同时封他为关内侯。

## 延伸阅读
[在维基数据编辑]
 《三國志/卷16》，出自陳壽《三國志》